# Liste der Nummer-eins-Hits in Deutschland (1986)
Diese Liste enthält alle Nummer-eins-Hits in Deutschland im Jahr 1986. Es gab in diesem Jahr 13 Nummer-eins-Singles und neun Nummer-eins-Alben.

## Singles
| ← 1985 ← | Liste der Nummer-eins-Hits in Deutschland | Liste der Nummer-eins-Hits in Deutschland | Liste der Nummer-eins-Hits in Deutschland | 1987 →                    |
| \| Zeitraum \| Wo. ges. \| Interpret \| Titel Autor(en) \| Zusätzliche Informationen \| \| (Zeitraum, Wochen auf Platz eins, Interpret, Titel, Autor[en], zusätzliche Informationen) \| \| \| \| \| \| ----------------------------------------------------------------------------------------- \| -------- \| ------------------------- \| -------------------------------------------------------------------------------------------------------------------------------------------------------- \| ------------------------- \| \| 16. Dezember 1985 – 12. Januar 1986 4 Wochen \| 4 \| Elton John \| Nikita Musik: Elton John; Text: Bernie Taupin \| – \| \| 13. Januar 1986 – 9. März 1986 8 Wochen \| 8 \| Falco \| Jeanny, Part 1 Musik: Robert J. Bolland, Ferdinand D. Bolland; Text: Robert J. Bolland, Ferdinand D. Bolland, Johann Hölzl \| – \| \| 10. März 1986 – 6. April 1986 4 Wochen \| 4 \| Modern Talking \| Brother Louie Dieter Bohlen \| – \| \| 7. April 1986 – 4. Mai 1986 4 Wochen \| 4 \| Bruce & Bongo \| Geil Bruce Hammond Earlam \| – \| \| 5. Mai 1986 – 15. Juni 1986 6 Wochen \| 6 \| Chris Norman \| Midnight Lady Dieter Bohlen \| – \| \| 16. Juni 1986 – 13. Juli 1986 4 Wochen \| 4 \| Modern Talking \| Atlantis Is Calling (S.O.S. for Love) Dieter Bohlen \| – \| \| 14. Juli 1986 – 24. August 1986 6 Wochen \| 6 \| Level 42 \| Lessons in Love Mark King, Waliou Jacques Daniel Badarou, Rowland Charles Gould \| – \| \| 25. August 1986 – 28. September 1986 5 Wochen \| 5 \| MC Miker G & Deejay Sven \| Holiday Rap Curtis Lee Hudson, Lisa C. Stevens, Brian Bennett, Bruce Welch, Sven J. Van Veen, Cornelis Lucien Witteveen \| – \| \| 29. September 1986 – 12. Oktober 1986 2 Wochen \| 2 \| Frankie Goes to Hollywood \| Rage Hard Peter Gill, Holly Johnson, Brian Philip Nash, Mark William O’Toole \| – \| \| 13. Oktober 1986 – 9. November 1986 4 Wochen \| 4 \| Europe \| The Final Countdown Joey Tempest \| – \| \| 10. November 1986 – 23. November 1986 2 Wochen \| 2 \| Falco \| Coming Home (Jeanny Part 2, ein Jahr danach) Musik: Robert J. Bolland, Ferdinand D. Bolland; Text: Robert J. Bolland, Ferdinand D. Bolland, Johann Hölzl \| – \| \| 24. November 1986 – 21. Dezember 1986 4 Wochen \| 4 \| Status Quo \| In the Army Now Robert J. Bolland, Ferdinand D. Bolland \| – \| \| 22. Dezember 1986 – 18. Januar 1987 4 Wochen \| 4 \| The Bangles \| Walk Like an Egyptian Liam Hillard Sternberg \| – \| |                                           |                                           | |                           |
| ← 1985 |                                           |                                           | | → 1987 →                  |
| Zeitraum | Wo. ges.                                  | Interpret                                 | Titel Autor(en) | Zusätzliche Informationen |
| (Zeitraum, Wochen auf Platz eins, Interpret, Titel, Autor[en], zusätzliche Informationen) |                                           |                                           | |                           |
| 16. Dezember 1985 – 12. Januar 1986 4 Wochen | 4                                         | Elton John                                | Nikita Musik: Elton John; Text: Bernie Taupin | –                         |
| 13. Januar 1986 – 9. März 1986 8 Wochen | 8                                         | Falco                                     | Jeanny, Part 1 Musik: Robert J. Bolland, Ferdinand D. Bolland; Text: Robert J. Bolland, Ferdinand D. Bolland, Johann Hölzl                               | –                         |
| 10. März 1986 – 6. April 1986 4 Wochen | 4                                         | Modern Talking                            | Brother Louie Dieter Bohlen | –                         |
| 7. April 1986 – 4. Mai 1986 4 Wochen | 4                                         | Bruce & Bongo                             | Geil Bruce Hammond Earlam | –                         |
| 5. Mai 1986 – 15. Juni 1986 6 Wochen | 6                                         | Chris Norman                              | Midnight Lady Dieter Bohlen | –                         |
| 16. Juni 1986 – 13. Juli 1986 4 Wochen | 4                                         | Modern Talking                            | Atlantis Is Calling (S.O.S. for Love) Dieter Bohlen | –                         |
| 14. Juli 1986 – 24. August 1986 6 Wochen | 6                                         | Level 42                                  | Lessons in Love Mark King, Waliou Jacques Daniel Badarou, Rowland Charles Gould                                                                          | –                         |
| 25. August 1986 – 28. September 1986 5 Wochen | 5                                         | MC Miker G & Deejay Sven                  | Holiday Rap Curtis Lee Hudson, Lisa C. Stevens, Brian Bennett, Bruce Welch, Sven J. Van Veen, Cornelis Lucien Witteveen                                  | –                         |
| 29. September 1986 – 12. Oktober 1986 2 Wochen | 2                                         | Frankie Goes to Hollywood                 | Rage Hard Peter Gill, Holly Johnson, Brian Philip Nash, Mark William O’Toole                                                                             | –                         |
| 13. Oktober 1986 – 9. November 1986 4 Wochen | 4                                         | Europe                                    | The Final Countdown Joey Tempest | –                         |
| 10. November 1986 – 23. November 1986 2 Wochen | 2                                         | Falco                                     | Coming Home (Jeanny Part 2, ein Jahr danach) Musik: Robert J. Bolland, Ferdinand D. Bolland; Text: Robert J. Bolland, Ferdinand D. Bolland, Johann Hölzl | –                         |
| 24. November 1986 – 21. Dezember 1986 4 Wochen | 4                                         | Status Quo                                | In the Army Now Robert J. Bolland, Ferdinand D. Bolland                                                                                                  | –                         |
| 22. Dezember 1986 – 18. Januar 1987 4 Wochen | 4                                         | The Bangles                               | Walk Like an Egyptian Liam Hillard Sternberg | –                         |

## Alben
| ← 1985 ← | Liste der Nummer-eins-Alben in Deutschland | Liste der Nummer-eins-Alben in Deutschland | Liste der Nummer-eins-Alben in Deutschland | 1987 →                    |
| \| Zeitraum \| Wo. ges. \| Interpret \| Titel \| Zusätzliche Informationen \| \| (Zeitraum, Wochen auf Platz eins, Interpret, Titel, zusätzliche Informationen) \| \| \| \| \| \| ------------------------------------------------------------------------------ \| -------- \| ------------------ \| ------------------------------------- \| ------------------------- \| \| 11. November 1985 – 16. Februar 1986 14 Wochen \| 14 \| Jennifer Rush \| Movin’ \| – \| \| 17. Februar 1986 – 6. April 1986 7 Wochen \| 7 \| BAP \| Ahl Männer, aalglatt \| – \| \| 7. April 1986 – 15. Juni 1986 10 Wochen \| 10 \| Herbert Grönemeyer \| Sprünge \| – \| \| 16. Juni 1986 – 20. Juli 1986 5 Wochen \| 5 \| Modern Talking \| Ready for Romance \| – \| \| 21. Juli 1986 – 14. September 1986 8 Wochen \| 8 \| Madonna \| True Blue \| – \| \| 15. September 1986 – 28. September 1986 2 Wochen \| 2 \| (Soundtrack) \| Top Gun \| – \| \| 29. September 1986 – 9. November 1986 6 Wochen (insgesamt 10) \| 10 \| Tina Turner \| Break Every Rule \| – \| \| 10. November 1986 – 23. November 1986 2 Wochen \| 2 \| Falco \| Emotional \| – \| \| 24. November 1986 – 30. November 1986 1 Woche (insgesamt 3) \| 3 \| Peter Maffay \| Tabaluga und das leuchtende Schweigen \| – \| \| 1. Dezember 1986 – 7. Dezember 1986 1 Woche \| 1 \| Modern Talking \| In the Middle of Nowhere \| – \| \| 8. Dezember 1986 – 21. Dezember 1986 2 Wochen (insgesamt 3) \| 3 \| Peter Maffay \| Tabaluga und das leuchtende Schweigen \| – \| \| 22. Dezember 1986 – 4. Januar 1987 2 Wochen (insgesamt 10) \| 10 \| Tina Turner \| Break Every Rule \| – \| |                                            |                                            |                                            |                           |
| ← 1985 |                                            |                                            |                                            | → 1987 →                  |
| Zeitraum | Wo. ges.                                   | Interpret                                  | Titel                                      | Zusätzliche Informationen |
| (Zeitraum, Wochen auf Platz eins, Interpret, Titel, zusätzliche Informationen) |                                            |                                            |                                            |                           |
| 11. November 1985 – 16. Februar 1986 14 Wochen | 14                                         | Jennifer Rush                              | Movin’                                     | –                         |
| 17. Februar 1986 – 6. April 1986 7 Wochen | 7                                          | BAP                                        | Ahl Männer, aalglatt                       | –                         |
| 7. April 1986 – 15. Juni 1986 10 Wochen | 10                                         | Herbert Grönemeyer                         | Sprünge                                    | –                         |
| 16. Juni 1986 – 20. Juli 1986 5 Wochen | 5                                          | Modern Talking                             | Ready for Romance                          | –                         |
| 21. Juli 1986 – 14. September 1986 8 Wochen | 8                                          | Madonna                                    | True Blue                                  | –                         |
| 15. September 1986 – 28. September 1986 2 Wochen | 2                                          | (Soundtrack)                               | Top Gun                                    | –                         |
| 29. September 1986 – 9. November 1986 6 Wochen (insgesamt 10) | 10                                         | Tina Turner                                | Break Every Rule                           | –                         |
| 10. November 1986 – 23. November 1986 2 Wochen | 2                                          | Falco                                      | Emotional                                  | –                         |
| 24. November 1986 – 30. November 1986 1 Woche (insgesamt 3) | 3                                          | Peter Maffay                               | Tabaluga und das leuchtende Schweigen      | –                         |
| 1. Dezember 1986 – 7. Dezember 1986 1 Woche | 1                                          | Modern Talking                             | In the Middle of Nowhere                   | –                         |
| 8. Dezember 1986 – 21. Dezember 1986 2 Wochen (insgesamt 3) | 3                                          | Peter Maffay                               | Tabaluga und das leuchtende Schweigen      | –                         |
| 22. Dezember 1986 – 4. Januar 1987 2 Wochen (insgesamt 10) | 10                                         | Tina Turner                                | Break Every Rule                           | –                         |

## Jahreshitparaden
| ← 1985 ← | Liste der Jahres-Nummer-eins-Hits in Deutschland | Liste der Jahres-Nummer-eins-Hits in Deutschland | Liste der Jahres-Nummer-eins-Hits in Deutschland | 1987 →   |
| \| Singles \| Position# \| Alben \| \| --------------------------------------------------------------------------------------------------------------------------------------------------- \| --------- \| ----------------------------- \| \| Jeanny, Part I Falco Musik: Robert J. Bolland, Ferdinand D. Bolland; Text: Robert J. Bolland, Ferdinand D. Bolland, Johann Hölzl \| 1 \| Movin’ Jennifer Rush \| \| Midnight Lady Chris Norman Dieter Bohlen \| 2 \| Sprünge Herbert Grönemeyer \| \| Lessons in Love Level 42 Mark King, Waliou Jacques Daniel Badarou, Rowland Charles Gould \| 3 \| Brothers in Arms Dire Straits \| \| Ohne dich (schlaf ich heut Nacht nicht ein) Münchener Freiheit Musik: Aron Strobel, Stefan Zauner; Text: Aron Strobel, Stefan Zauner, Michael Kunze \| 4 \| Whitney Houston \| \| Holiday Rap MC Miker G & Deejay Sven Curtis Lee Hudson, Lisa C. Stevens, Brian Bennett, Bruce Welch, Sven J. Van Veen, Cornelis Lucien Witteveen \| 5 \| Into the Light Chris de Burgh \| \| Wonderful World Sam Cooke Sam Cooke, Lou Adler, Herb Alpert \| 6 \| True Blue Madonna \| \| Touch Me (I Want Your Body) Samantha Fox Jon Astrop, Mark Shreeve, Peter Brian Harris \| 7 \| Ahl Männer, aalglatt BAP \| \| Geil Bruce & Bongo Bruce Hammond Earlam \| 8 \| Picture Book Simply Red \| \| The Final Countdown Europe Joey Tempest \| 9 \| So Peter Gabriel \| \| Venus Bananarama Robert H. J. van Leeuwen \| 10 \| Promise Sade \| |                                                  |                                                  |                                                  |          |
| ← 1985 |                                                  |                                                  |                                                  | → 1987 → |
| Singles | Position#                                        | Alben                                            |                                                  |          |
| Jeanny, Part I Falco Musik: Robert J. Bolland, Ferdinand D. Bolland; Text: Robert J. Bolland, Ferdinand D. Bolland, Johann Hölzl | 1                                                | Movin’ Jennifer Rush                             |                                                  |          |
| Midnight Lady Chris Norman Dieter Bohlen | 2                                                | Sprünge Herbert Grönemeyer                       |                                                  |          |
| Lessons in Love Level 42 Mark King, Waliou Jacques Daniel Badarou, Rowland Charles Gould | 3                                                | Brothers in Arms Dire Straits                    |                                                  |          |
| Ohne dich (schlaf ich heut Nacht nicht ein) Münchener Freiheit Musik: Aron Strobel, Stefan Zauner; Text: Aron Strobel, Stefan Zauner, Michael Kunze | 4                                                | Whitney Houston                                  |                                                  |          |
| Holiday Rap MC Miker G & Deejay Sven Curtis Lee Hudson, Lisa C. Stevens, Brian Bennett, Bruce Welch, Sven J. Van Veen, Cornelis Lucien Witteveen | 5                                                | Into the Light Chris de Burgh                    |                                                  |          |
| Wonderful World Sam Cooke Sam Cooke, Lou Adler, Herb Alpert | 6                                                | True Blue Madonna                                |                                                  |          |
| Touch Me (I Want Your Body) Samantha Fox Jon Astrop, Mark Shreeve, Peter Brian Harris | 7                                                | Ahl Männer, aalglatt BAP                         |                                                  |          |
| Geil Bruce & Bongo Bruce Hammond Earlam | 8                                                | Picture Book Simply Red                          |                                                  |          |
| The Final Countdown Europe Joey Tempest | 9                                                | So Peter Gabriel                                 |                                                  |          |
| Venus Bananarama Robert H. J. van Leeuwen | 10                                               | Promise Sade                                     |                                                  |          |